# Plagiorhynchus charadrii
Plagiorhynchus charadrii är en hakmaskart som först beskrevs av Yamaguti 1939.  Plagiorhynchus charadrii ingår i släktet Plagiorhynchus och familjen Plagiorhynchidae. Inga underarter finns listade i Catalogue of Life.